# 不受不施日蓮講門宗
不受不施日蓮講門宗（ふじゅふせにちれんこうもんしゅう）は、日蓮を宗祖とし、日奥を派祖とする、日蓮門下の一派である。

## 宗祖
- 日蓮

## 派祖
- 日奥
- 日講

## 本山
- 久遠山本覚寺(岡山県岡山市北区御津鹿瀬、旧妙宣庵)

## 末寺
- 冨城山大安寺(岡山県岡山市北区大安寺西町)
- 妙講山霊源寺(岡山県岡山市北区伊福町)
- 松光山妙蓮寺(岡山県赤磐市斗有)
- 赤田山日相寺(大阪府和泉市寺田町)

## 概要
日蓮の不受不施義を遵守しようとする不受不施派寺院は、幕府の不受不施派寺請禁止令により信徒を寺請することが出来なくなり、教団自体が非合法化されるなど厳しい弾圧を受けた。このような状況において教団は、法中（僧侶）、法立（不受不施信者）、内信（外見上他宗他派を装う信者）という地下組織化の道をとり、教団の存続を図った。しかしそんな中、天和2年（1682年）に岡山で法立が内信の導師を務めたことをきっかけとして、教団を二分する対立が起きる。その一つ、日指派は、内信となっているのは本心からではなく、幕府による統制が厳しいのでやむを得ずやっているとし、そのような現状を悔いているから法立に内信の導師を務めてもらうと主張した。この系統が後に妙覚寺を本山とする「日蓮宗不受不施派」となった。他方、そうした姿勢を、妻子家財が惜しくて実際は心からも仏法を捨てているものとみなし、法立（清者）が内信（濁法）の導師を務め、一緒に読経するのは、清濁を混ぜ合わせる謗法行為として批判したのが津寺派である。この系統が後に本覚寺を本山とする「不受不施日蓮講門宗」となった。貞享2年(1685年)、強硬派として知られ、日向に配流中の日講は、日指派に間違いを認めて津寺派と和睦するよう勧告したが受け入れられず、元禄2年(1689年)には完全に分裂した。

## 歴史
- 1595年（文禄4年） 豊臣秀吉主催の方広寺（京の大仏）での千僧供養会に際し、京都妙覚寺・日奥は不受不施義を主張して出仕を拒否し、弾圧される。
- 1599年（慶長4年） 徳川家康は不受不施派の京都妙覚寺・日奥と受不施派の京都妙顕寺・日紹を大坂城にて対論（大阪対論）させ、日奥は流罪となる。
- 1630年（寛永7年） 徳川幕府は不受不施派の池上本門寺・日樹、中山法華経寺・日賢、平賀本土寺・日弘、小西檀林・日領、碑文谷法華寺・日進、中村檀林・日充と受不施派の身延久遠寺・日乾、身延久遠寺・日遠、身延久遠寺・日暹、藻原妙光寺・日東、玉沢妙法華寺・日遵、貞松蓮永寺・日長を江戸城にて対論（身池対論）させ、日樹、日賢、日弘、日領、日進、日充は流罪となる。
- 1665年（寛文5年） 受派の策謀を受け、徳川幕府は全国の寺社領朱印地に、「敬田供養」の名目で朱印を再交付するも、「施しを受けないこと」を信条とする不受不施派は朱印の受領書の交付を拒否。[3]不受不施派の禁制化が始まる。
- 1666年（寛文6年） 幕府は、寺領だけでなく、飲水や行路も「敬田供養」の一環であると主張して、受領書の交付を迫るも、不受不施派は再度拒否。[3]しかし、不受の態度を貫くことは不可能な状況となり、不受不施派の僧俗は潜伏へと入っていった。[3]そして、野呂檀林・日講は不受不施義を講ずるものとして流罪となる。
- 1669年（寛文9年） 幕府は不受不施派の寺請を停止。[4][5]これにより、不受不施派の追放が完璧なものとなる。[6]
- 1682年 (天和2年） 津寺派(後の不受不施日蓮講門宗)と日指派(後の日蓮宗不受不施派)の対立が生じる。
- 1689年 元禄2年(1689年) 日指派が分派
- 1871年（明治4年） 明治政府は寺請制度を廃止とし、禁制は解かれる。
- 1882年（明治15年） 明治政府は日蓮宗不受不施講門派の再興を許可する。
- 1941年（昭和16年） 日蓮宗不受不施講門派（本山本覚寺）と日蓮宗不受不施派（本山妙覚寺）が合同して本化正宗と公称する。
- 1946年（昭和21年） 本化正宗は分派し、日蓮宗不受不施講門派は日蓮講門宗の名称で独立する。